# کشتی مین‌روب(۱۹۴۱) کلاس کوها
ماین‌سوییپر(۱۹۴۱) کلاس کوها (به انگلیسی: Kuha-class minesweeper (1941)) یک کلاس از کشتی است که طول آن 17.1 m می‌باشد.